# Walter Trout
Pour les articles homonymes, voir Trout.
Walter Trout (né le 6 mars 1951 à Ripley, à Ocean City, États-Unis), est un guitariste de blues, chanteur et parolier. Il a notamment joué pour Canned Heat et les Bluesbreakers

## Biographie
Walter Trout commence sa carrière de guitariste à la fin des années 1960 dans le New Jersey avant de  déménager en Californie à Los Angeles au début des années 1970 pour jouer avec Percy Mayfield, Deacon Jones, John Lee Hooker et Joe Tex. En 1981 il devient le guitariste du groupe Canned Heat avant de rejoindre John Mayall et ses Bluesbreakers où il partage la scène avec le guitariste Coco Montoya. Il les quitte en 1989 pour former le Walter Trout Band qui rencontre un certain succès en Europe.
En 1994 le Fan Club de Walter Trout est créé aux Pays-Bas et en Belgique, suivi en 1996 par la création du Fan Club International Officiel de Walter Trout qui a des membres dans 14 pays en Europe, Amérique, Asie et Australie.
En 1998 Walter Trout réalise son premier album, Walter Trout, et nomme son groupe Walter Trout and the Free Radicals (plus tard renommé Walter Trout and the Radicals avant d’opter simplement pour Walter Trout).
En 2002, il apparaît sur l’album hommage à Bo Diddley Hey Bo Diddley - A Tribute! où il joue la chanson Road Runner et participe également à de nombreux autres enregistrements.
En 2006 le Fan Club International Officiel de Walter Trout fête son dixième anniversaire en offrant à ses membres un CD live exclusif enregistré à Las Vegas. Ce concert est la dernière apparition du bassiste Jimmy Trapp disparu en 2005.
En 2006 Walter Trout réalise son rêve en enregistrant l’album Full Circle avec les musiciens qu’il admire le plus parmi lesquels John Mayall
, Coco Montoya et Joe Bonamassa.

## Discographie
- 1990 Life in the Jungle
- 1990 Prisoner of a Dream
- 1992 Transition
- 1992 No More Fish Jokes (live)
- 1994 Tellin' Stories
- 1995 Breaking The Rules
- 1996 Jimi Hendrix Music Festival
- 1997 Positively Beale St.

### Walter Trout and the Free Radicals
- 1998 Walter Trout
- 1999 Livin' Every Day
- 2000 Face The Music (live)
- 2000 Live Trout

### Walter Trout and the Radicals
- 2001 Go The Distance
- 2003 Relentless
- 2005 Deep Trout: The Early Years of Walter Trout
- 2006 Full Circle
- 2007 Hardcore

### Walter Trout
- 2008 The Outsider
- 2009 Unspoiled By Progress: 20 Years of Hardcore Blues
- 2010 Common Ground
- 2012 Blues For The Modern Daze
- 2013 Luther's Blues A tribute to Luther Allison
- 2014 The Blues Came Callin'
- 2015 Battle Scars
- 2017 We're all in this together
- 2019 Survivor Blues[2]
- 2020 Ordinary Madness
- 2022 Ride
- 2024 Broken

### John Mayall's Bluesbreakers featuring Walter Trout
- 1985 Behind the Iron Curtain, réédition :
  - 2004 Steppin' Out
- 1987 Chicago Line, rééditions :
  - 1994 Uncle John's Nickel Guitar
  - 1999 Blues Power 
  - 2000 Blues Breaker
- 1988 The Power of the Blues , rééditions :
  - 1993 New Bluesbreakers: The Blues Collection Vol. 8
  - 2003 Blues Forever
- 1993 Life in the Jungle: Charly Blues Masterworks Vol. 4
- 2005 Rolling with the Blues , réédition :
  - 2006 The Private Collection